# Spreitgen
Spreitgen ist ein Ortsteil von Nümbrecht im Oberbergischen Kreis im südlichen Nordrhein-Westfalen innerhalb des Regierungsbezirks Köln.

## Lage und Beschreibung
Der Ort liegt in Luftlinie rund 1,15 Kilometer nördlich vom Ortszentrum von Nümbrecht entfernt.

## Geschichte

### Erstnennung
1341 wurde der Ort das erste Mal in der "Vereinbarung eines Burgfriedens und Eingrenzung des Bifangs zu Homburg" urkundlich erwähnt.
Die Schreibweise der Erstnennung war Spreitge.

## Sehenswürdigkeiten

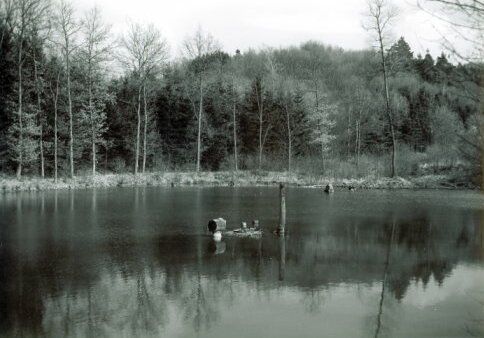
Hexenweiher

- Hexenweiher: Unterhalb des Dorfes Spreitgen befinden sich zwei Teiche (Weiher). Ob in den Umbruchszeiten der frühen Neuzeit, wie angenommen, hier noch sogenannte „Hexenproben“ durchgeführt wurden, ist historisch nicht belegt (Die Hexen wurden „geschwemmt“, das heißt, sie wurden an Händen und Füßen gefesselt in einen Teich geworfen. Gingen sie unter, galten sie als unschuldig. Meist hieß es aber: „Sie sind artig geschwommen.“ Dann war ihr Schicksal aber auch besiegelt.) Immerhin haben auf Schloss Homburg Hexenprozesse stattgefunden. Zum Beispiel wurden am 14. September 1631 sechs Frauen aus dem Oberkirchspiel auf Grund einer solchen Anklage hingerichtet (sie wurden übrigens zur Schärfe des Schwertes begnadigt, da sie freiwillig – und noch über die Anklage hinaus – gestanden hatten).

## Bilder

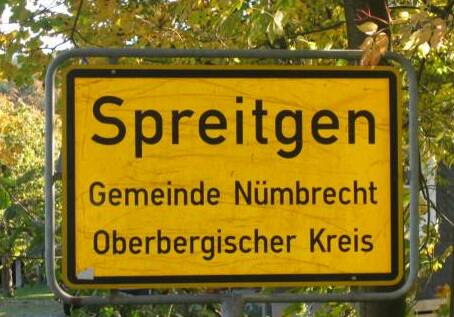
Ortstafel
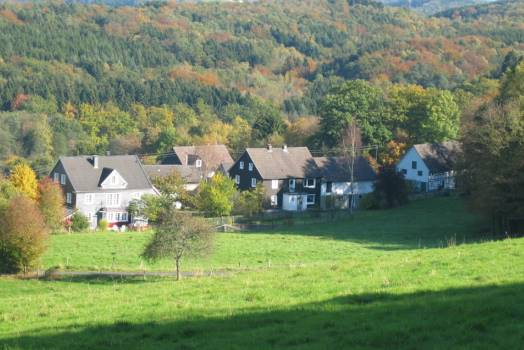
Spreitgen
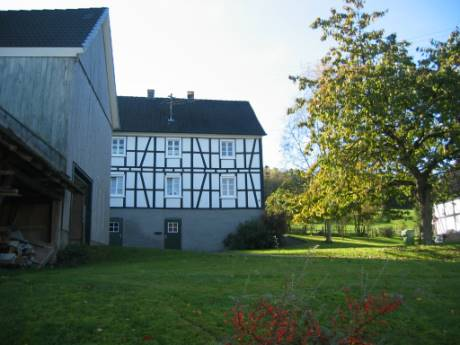
Spreitgen
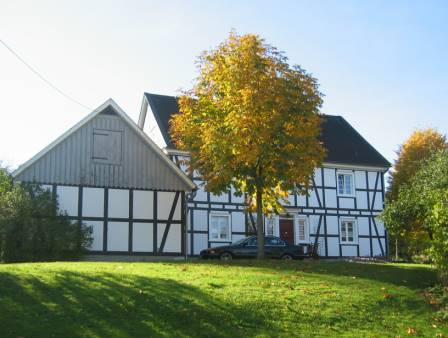
Spreitgen
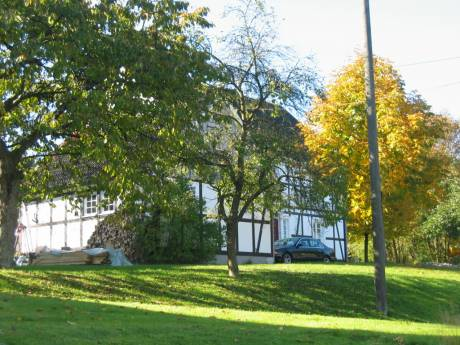
Spreitgen